# Arkitekturtidskriften KRITIK
Arkitekturtidskriften KRITIK är en svensk tidskrift inom ämnesområdena arkitektur och stadsbyggnad.
Tidskriften startades i januari 2008 (ISSN 1654-7969) av Pär Eliaeson, som är chefredaktör och ansvarig utgivare. Tidskriften ges ut av Syntes förlag, helägt av Eliaeson. Tidskriften utkommer med fyra nummer per år. Tidskriften behandlar arkitektur och stadsbyggnad (företrädesvis i Sverige) genom kritik, essäer och reportage. Ledande medarbetare i tidskriften har varit Mikael Askergren, Ola Andersson, Thomas Hellquist, Peter Hallén och Johan Fowelin. Bland övriga medarbetare kan nämnas Per Magnus Johansson, Jan Hietala, Lisa Marie Mannfolk Eklund, Sara Saleh, Sara Kristoffersson, Gert Wingårdh, Fredrik Rosenhall, Sara Westin, Erik Torvén, Joakim Kröger, Erik Berg, Johan Linton, Johan Johansson, Andreas Nobel och Giulia Milza.